# Gaetano Casati

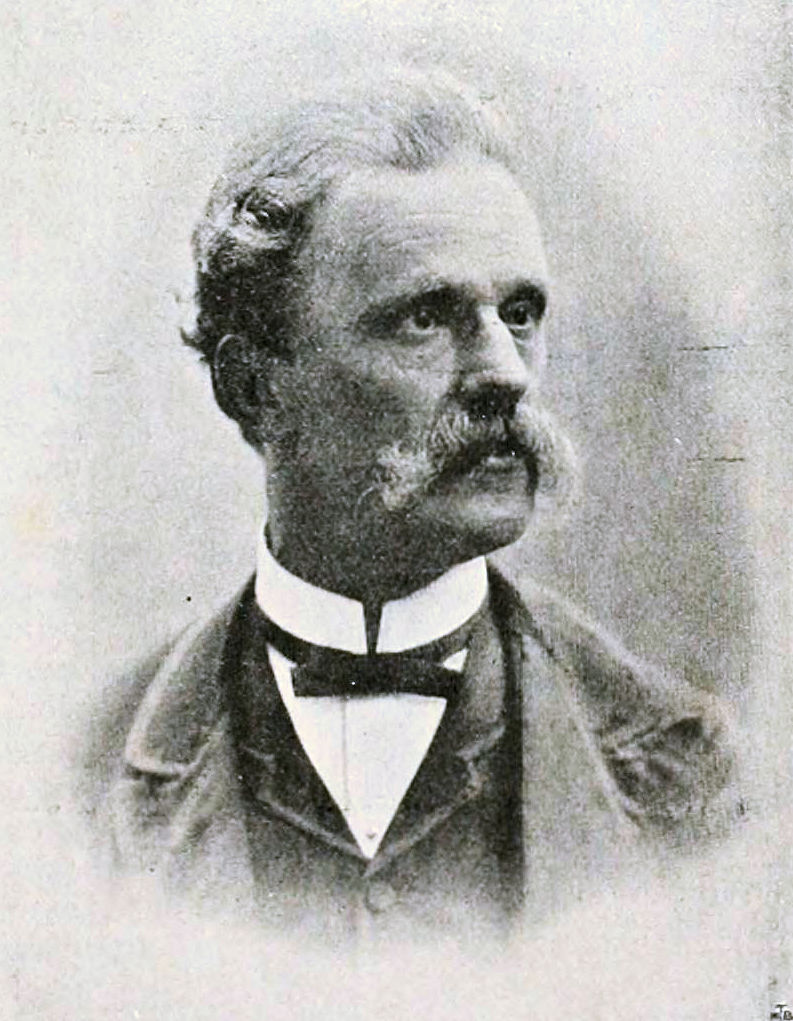
Gaetano Casati 1902 (aus dem Nachruf in La Lettura, Monatszeitschrift des Corriere della Sera)

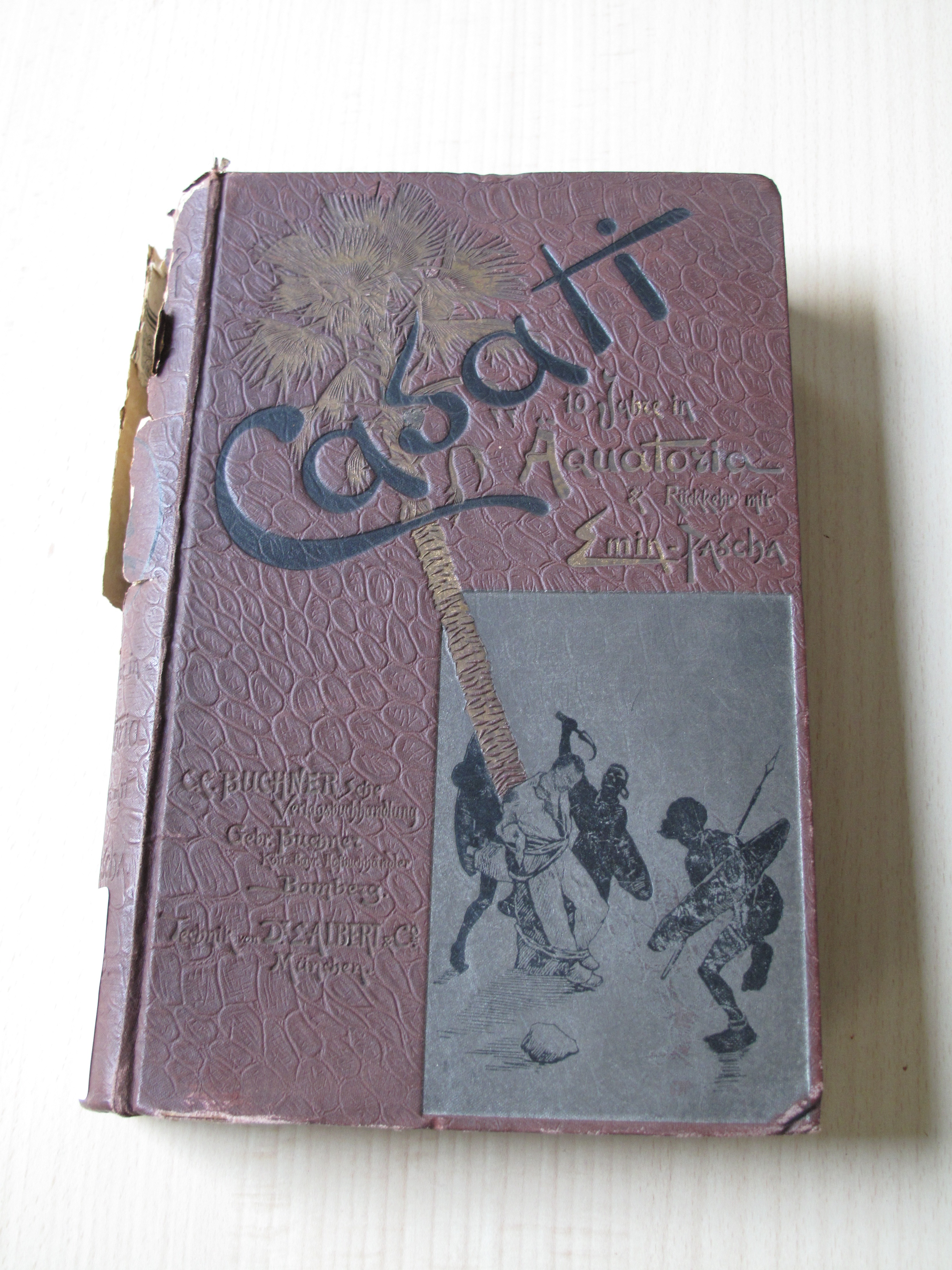
Einband der deutschen Übersetzung

Gaetano Casati (* 4. September 1838 in Ponte d’Albiate in der Lombardei; † 7. März 1902 in Cortenuova, Ortsteil von Monticello) war ein italienischer Geograf, Afrikaforscher und Autor.

## Leben
Nach einem Mathematikstudium in Pavia, das er abbrach, trat Casati 1859 in das Corps der Bersaglieri der piemontesischen Armee ein, um als Freiwilliger am Zweiten Italienischen Unabhängigkeitskrieg teilzunehmen. Danach besuchte die Infanterieschule in Ivrea und schloss im Rang eines Leutnants ab. Nach dem Einsatz im Brigantenkrieg (Brigantaggio) gegen die bourbonischen Rebellen in den festländischen Provinzen des früheren Königreichs beider Sizilien kämpfte er 1866 im Range eines Hauptmanns (Capitano) im Dritten Italienischen Unabhängigkeitskrieg. Ab 1869 war er Lehrer für Mathematik und Topografie an der Bersaglieri-Schule in Livorno. 1879 nahm er seinen Abschied und trat in die Redaktion der Zeitschrift „L’esploratore“ ein. Im selben Jahr erhielt der Chefredakteur Manfredo Campiero (1826–1899) einen Brief seines Freundes Romolo Gessi, derzeit Gouverneur von Bahr al-Ghazal in der südsudanesischen Nilregion, in dem dieser um die Entsendung eines erfahrenen Geografen zur Erforschung des Uele-Tals bat. Casati übernahm diese Aufgabe, reiste am 24. Dezember 1879 von Genua in Commission der „Società d’Esplorazione Commerciale d’Africa“ ab und erreichte auf dem Sueskanal die Stadt Sawakin. Mittels Kamelritt und Segelboot entlang des Nils erreichte er schließlich die ca. 650 km südlich gelegene Hauptstadt des Sudan, Khartum. Da seine finanziellen Mittel bereits aufgebraucht waren, wartete er in der Niederlassung der Comboni-Missionare auf die Erlaubnis, seine Reise fortzusetzen. Er erkundete das Tal von Bahr-el-Ghazal und erreichte die Stadt am 4. Juli 1880. Hier traf er am 26. August auf Romolo Gessi. Dieser kehrte am 16. September nach Karthum zurück, eine Reise, deren Strapazen ihn gesundheitlich überforderten und letztlich am 30. April 1881 zu seinem Tod führten. Casati, obwohl durch Fieber geschwächt, trat am 14. November seine eigentliche Expedition in die Äqutorialregion an. Sie führte ihn zunächst weiter nach Süden, wo er auf das Grab des italienischen Forschungsreisenden Giovanni Miani (1810–1872) stieß. Nach einem Aufenthalt in Tangasi wurde er von Mambanga, dem König der Mabisanga, gefangen genommen und erfuhr weitere Misshandlungen durch Azanga, den König der Megé. Nach seiner Befreiung kehrte er schließlich nach Tangasi zurück. Hier geriet er in Konflikt mit der trägen und korrupten Verwaltung, bis er nach der Rückkehr des Gouverneurs von Äquatorialafrika, Eduard Schnitzer – genannt Emin Pascha – diesem 1883 in die Hauptstadt Ladò folgen konnte.
Während des Mahdi-Aufstands eroberte Muhammad Ahmad nach langer Belagerung Khartum und tötete den General Charles George Gordon im Januar 1885. Der Aufstand breitete sich weiter aus, bis an die Grenze des von Emin Pascha kontrollierten Gebietes. Casati versuchte dennoch seine Erkundung des Gebietes fortzusetzen und erreichte im Mai 1886 Bunyoro, das von einem Stammesfürsten namens Kabalega beherrscht wurde. In der Folge geriet er im Königreich Kabba Rega erneut in Gefangenschaft, wurde zum Tode verurteilt, entkam jedoch zum Albertsee, wo er sich wieder Emin Pascha anschließen konnte. Im Dezember 1889 erreichte er mit Emin Pascha und Henry Morton Stanley die Küste und am 10. Juli 1890 Neapel. Nach feierlicher Begrüßung in Mailand zog er sich nach Monza zurück, um seinen Reisebericht zu schreiben. 1890 wurde er zum Major befördert und ließ sich in Monticello nieder. Er wurde hier zum Bürgermeister gewählt und blieb bis zu seinem Tod im Amt. Er starb im Alter von 63 Jahren in Cortenuova und wurde auf dem Triuggio-Friedhof in Monticello bestattet.
Casati hatte während seines Afrika-Aufenthalt nach Möglichkeit an den „Esploratore“ berichtet. Da seine Aufzeichnungen in Afrika verbrannten, musste er sie ein zweites Mal niederschreiben. Er wurde als Ehrenmitglied in die „Reale Società Geografica Italiana“ aufgenommen und ihm eine Goldmedaille zuerkannt. Sein Reisebericht „Dieci anni in Equatoria e ritorno con Emin Pascià del maggiore Gaetano Casati“ wurde 1891 in zwei Bänden mit Karten, Zeichnungen und Fotografien, meteorologischen Daten sowie einer vergleichenden „Tabelle der Sprachen der Dinka, Morù, Mambettu, Bamba, Sandeh, Bari, Lur“ in Mailand publiziert und erschien noch im gleichen Jahr auf Deutsch in der C. C. Buchnerschen Verlagsbuchhandlung in Bamberg, übersetzt von Karl von Reinhardstöttner. Er bildete die Vorlage zu dem 1934 erschienenen Roman „Mal d’Africa“ von Riccardo Bacchelli, in dem Casati der Protagonist ist.

## Werke
- Dieci anni in Equatoria e ritorno con Emin Pascia. Milano: Buchner, 1891.
  - Deutsche Übersetzung von Karl von Reinhardstöttner: Zehn Jahre in Äquatoria und die Rückkehr mit Emin Pascha. Bamberg: Buchner, 1891. Digitalisate bereitgestellt durch die Bayerische Staatsbibliothek: Band 1, Band 2
- Major Casati über Emin Pascha’s letzte Tage, in: Mitteilungen der Geographischen Gesellschaft in Wien. Band 37, Wien (1894), S. 68–71.